# Pounding Mill
 (mars 2025).
Pounding Mill est une census-designated place située dans le comté de Tazewell, dans l’État de Virginie, aux États-Unis. Lors du recensement de 2020, elle comptait 367 habitants.